# Хозапини
Хозапи́ни (Карцахи, груз. ხოზაფინის ტბა), или Акта́ш (тур. Aktaş Gölü), — пограничное озеро тектонического происхождения на Джавахетском нагорье Малого Кавказа. Грузино-турецкая граница пересекает озеро с северо-запада на юго-восток, деля его примерно на две равные части: северо-восточную грузинскую, которая занимает 53 % водного зеркала и юго-западную турецкую.

## Название
Встречаются следующие названия озера: Хозапини (груз. ხოზაფინის ტბა), Карцахи, Карцахистба (კარწახის ტბა), Карцахское, Акташ (тур. Aktaş Gölü), Хозапин, Хозапинъ-гёль (Hozapin Gölü), Карсак (Karsak Gölü), Азап (Azap Gölü). Согласно изданному в 1865 году «Географическо-статистическому словарю Российской Империи» озеро прежде носило название Карзах.

## Местонахождение
Находится между армянонаселённом селом Карцахи Ахалкалакского муниципалитета Грузии и населённым пунктом Кенарбель района Чылдыр Турции.
Севернее озера находятся Мураквальские горы, южнее — проходит Гектапинский хребет.

## Гидрография
Расположено на высоте 1798,4 м, по площади (26,3 км²) занимает второе место среди озер Грузии. Объём воды — 0,0193 км³. Площадь водосборного бассейна — 158 км².
На озере имеется 12 островов, все они расположены в юго-западной половине озера и принадлежат Турции.

## Водный режим
Основными источниками питания озера являются осадки и грунтовые воды. Максимальный уровень воды наблюдается в июне, минимальный — в феврале.

## Флора
Поблизости расположен один из самых значимых для Грузии субальпийских лесов, также около озера произрастают рябина колхидская (лат. Sorbus colchica), гусеничник, распространены заросли кустов шиповника и малины.
В 2004 году на озере и в прилегающих к нему окрестностях был обнаружен единственный в Грузии ареал произрастания пятилистника кустарникового (Dasiphora fruticosa).
Острова озера имеют скудную растительность, на берегах встречаются небольшие заросли камыша и тростника.

## Фауна
Озеро является важным местом обитания крупных популяций некоторых видов птиц, в частности, кудрявого пеликана (Pelecanus crispus), розового пеликана (Pelecanus onocrotalus), армянской чайки (Pelecanus onocrotalus) и крупнейшей в Грузии популяции филина (Bubo bubo). Всего же на озере встречается 59 видов представителей птиц, из которых 20 видов относится к водоплавающим.